# کارتل گالف

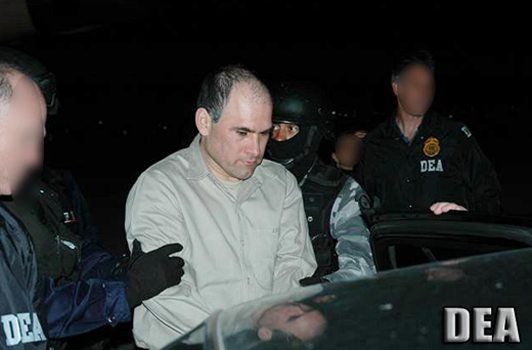
کارتل گلف

کارتل گالف (به اسپانیایی: Cártel del Golfo یا Golfos یا CDG) به معنای «کارتل خلیج» که منظور خلیج مکزیک است، یکی از قدیمی‌ترین و قدرتمندترین ادم خطرناک گروه‌های جرایم سازمان‌یافته قاچاق مواد مخدر در کشور مکزیک است. این گروه یکی از بازیگران اصلی در جنگ مواد مخدر در مکزیک است که بین گروه‌های رقیب قاچاق مواد مخدر و ارتش مکزیک در جریان است. دولت ایالات متحده آمریکا کارتل گالف را مسوول ارسال سالانه ده‌ها تُن مواد مخدر به داخل خاک این کشور می‌داند.
این کارتل به همراه کارتل رقیب، یعنی کارتل لوس زتاس، در شهر خالاپا، مرکز ایالت وراکوس فعالیت می‌کند. رقابت میان این دو کارتل در این ناحیه، ایالت وراکوس را تبدیل به یکی از خطرناکترین مناطق کرده است.
در سال ۲۰۱۰ کارتل لوس زتاس از کارتل گالف جدا شد و به یکی از بی‌رحم‌ترین کارتل های قاچاق مواد مخدر تبدیل شد. گروه لوس زتاس در ابتدا شاخه مسلحِ کارتل گالف بود.